# Dikembe André
Dikembe Da Silva André  (nac. 19 de agosto de 1999 en Cotia, Brasil), conocido deportivamente como Dikembe André, es un baloncestista brasileño. Con una altura de 2,06 metros, juega en la posición de pívot.

## Trayectoria
Nacido en el estado de São Paulo, comenzó su desarrollo como jugador en clubes locales, destacando rápidamente y debutando en la liga brasileña con el Paulistano en 2017. Continuó dos temporadas más en dicho club, con el que participó en la Liga de las Américas en 2018/19 y firmó unos promedios de 10.2 puntos y 7.8 rebotes en la campaña 2019/20.
En 2020/21 firma con el Bauru Basket, con el que disputa 35 encuentros de la máxima competición de su país registrando medias de 4.4 puntos y 3 rebotes.
En la temporada 2021/22 es fichado por el EC Pinheiros, con el que mejora sus prestaciones hasta los 9.8 puntos y 8.3 rebotes por encuentro. Permanece en el club paulista en 2022/23 y consolida su progresión alcanzando promedios de 10.8 puntos y 7.9 rebotes (quinto máximo reboteador de la competición).
En julio de 2023 firma con el Cáceres Patrimonio de la Humanidad, club español de LEB Oro, para disputar la temporada 2023/24. En la que fue su primera experiencia fuera de su país promedió 20.5 minutos, 8.4 puntos y 6.2 rebotes en 33 partidos.
En junio de 2024 reforzó a los Soles de Santo Domingo Este de la Liga Nacional de Baloncesto de República Dominicana.

## Internacionalidad
Es internacional con las categorías inferiores de la selección nacional de Brasil y debutó con la selección absoluta en 2021.